# B. J. Seckel
B. J. Seckel ( n. 1947 ) es un orquideólogo, profesor y botánico holandés.
- La abreviatura «Seckel» se emplea para indicar a B. J. Seckel como autoridad en la descripción y clasificación científica de los vegetales.[1]